# Cuthburh
Cuthburh ou Cuthburg est une princesse anglo-saxonne de la première moitié du VIIIe siècle. Entrée dans les ordres, elle est vénérée comme sainte après sa mort et fêtée le 31 août.

## Biographie

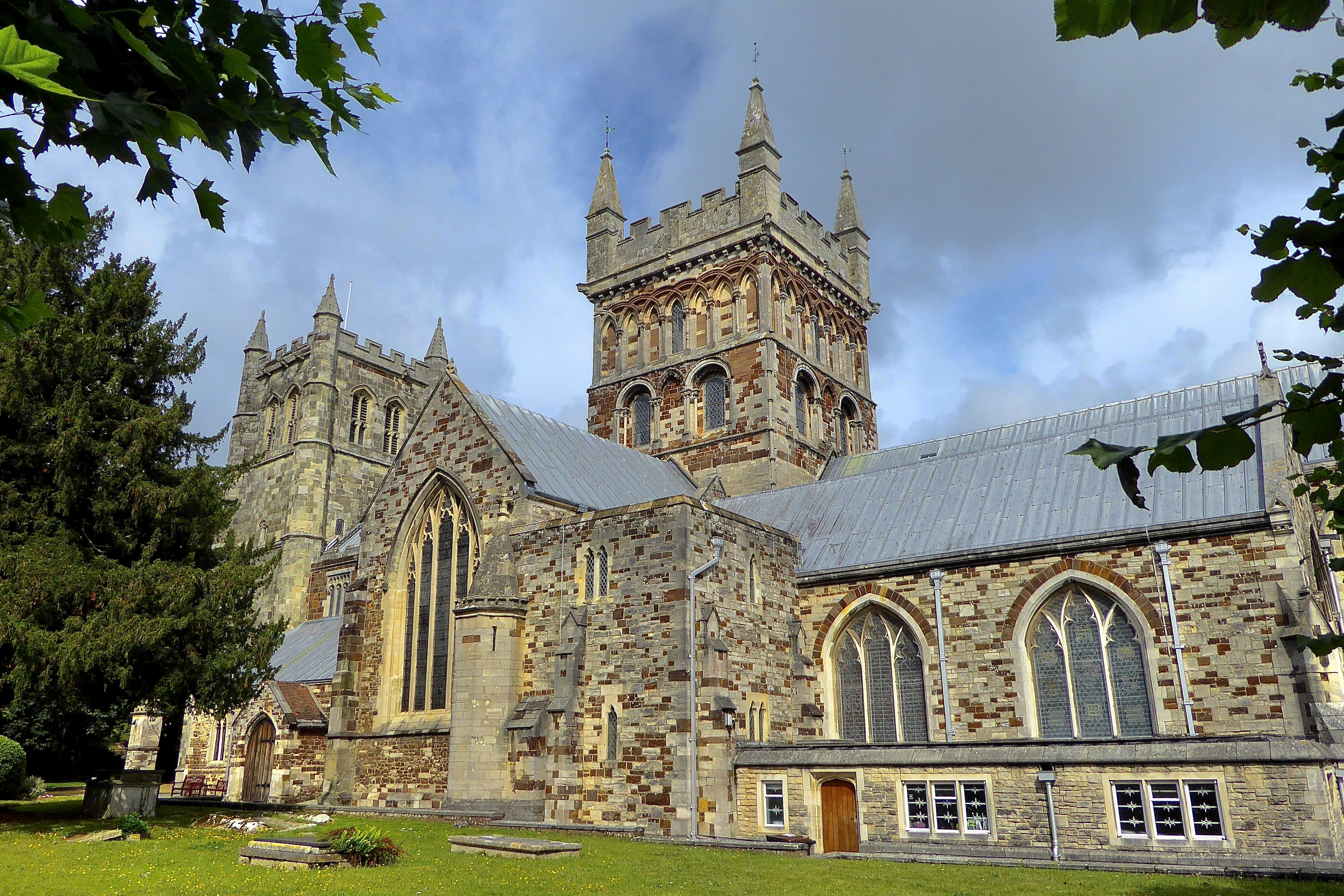
L'abbatiale de Wimborne.

Issue de la famille royale des Saxons de l'Ouest, Cuthburh est la fille de Cenred et la sœur du roi Ine. Elle est l'épouse du roi Aldfrith de Northumbrie et pourrait être la mère de son fils Osred, bien qu'aucune source ne l'indique explicitement.
D'après Bède le Vénérable, elle quitte son mari avant sa mort, survenue en 704 ou 705, pour fonder une abbaye à Wimborne, dans le Dorset, dont elle devient la première abbesse. Il est possible qu'elle ait d'abord été moniale à l'abbaye de Barking, car une Cuthburga est mentionnée parmi les sœurs de Barking à qui l'évêque Aldhelm dédie son De virginitate, mais rien ne permet d'affirmer qu'il s'agit de la même personne.
La date de la mort de Cuthburh est inconnue. Elle est fêtée le 31 août aux côtés de sa sœur Cwenburh, qui lui a succédé comme abbesse de Wimborne. Elle est mentionnée dans une vision, la vision d'après 757, retrouvée dans les lettres de Boniface (lettre 115) dans laquelle elle ainsi que la défunte reine Wiala sont punies.